# Chiasmia ammodes
Chiasmia ammodes es una especie de polilla de la familia Geometridae, descrita por primera vez por Louis Beethoven Prout en 1922 con distribución en Zambia. El holotipo de la especie fue descrita en el noreste de Rhodesia.